# Spike (игра)
Spike — платформер 1983 года для системы Vectrex. Персонаж Спайк считается талисманом Vectrex, являющимся одним из первых талисманов видеоигр, а Spike является одним из самых ранних примеров синтеза голоса в видеоиграх.
Spike была переиздана на iOS в 2013 году в составе приложения Vectrex Regeneration.

## Игровой процесс
Игрок должен перемещать крошечное существо по имени Спайк через пропасти и лестницы, избегая врагов и бесконечные ямы. Игрок должен собрать бантики Молли, чтобы отпирать двери и достигнуть финального уровня, на котором он должен сразиться с боссом по имени Спуд и вернуть Молли домой.